# Jonah Hill
Jonah Hill Feldstein (Los Angeles, 20 december 1983) is een Amerikaans acteur en filmregisseur. Hij werd op de 84ste Oscaruitreiking genomineerd voor een Oscar voor 'beste mannelijke bijrol' voor zijn rol in Moneyball uit 2011. Hij maakte in 2004 zijn acteerdebuut in I Heart Huckabees. Sindsdien verschijnt hij met name met regelmaat in films geproduceerd door Judd Apatow, zoals The 40 Year Old Virgin, Knocked Up, Superbad, Walk Hard: The Dewey Cox Story, Forgetting Sarah Marshall en Funny People.
Hill speelt met name in komedies. Hij verschijnt hierin zowel in hoofdrollen - zoals in Superbad - maar vaker nog in kleine tot erg kleine bijrollen. Zo komt hij in The 40 Year Old Virgin enkel even in beeld als koper op eBay en in Forgetting Sarah Marshall als ober Matthew, die muzikant Aldous Snow (Russell Brand) bij herhaling komt vertellen hoe geweldig hij hem vindt. In feite gebruikt Apatow hem hiermee op dezelfde manier als acteurs zoals Seth Rogen, Paul Rudd en Leslie Mann, die ook geregeld in zijn films opduiken en zo geregeld Hills collega's zijn.
Hij verscheen in de eerste jaren van zijn carrière voor de camera met aanzienlijk overgewicht. Dit was hij in 2011 vrijwel volledig kwijt. Nadat hij weer aankwam voor War Dogs (2016), viel hij daarna weer aanmerkelijk af. Hills zus Beanie Feldstein acteert ook. Zijn oudere broer Jordan Feldstein was manager van Maroon 5. Hij overleed in 2017.
Hill maakte in 2018 zijn regiedebuut met de tragikomedie Mid90s, waarvan hij zelf het scenario schreef.

## Filmografie
*Exclusief televisiefilms
- You People (2023)
- Don't Look Up (2021)
- The Beach Bum (2019)
- The Lego Movie 2: The Second Part (2019, stem)
- How to Train Your Dragon: The Hidden World (2019, stem)
- Don't Worry, He Won't Get Far on Foot (2018)
- The Lego Batman Movie (2017, stem)
- War Dogs (2016)
- Sausage Party (2016, stem)
- Hail, Caesar! (2016)
- True Story (2015)
- 22 Jump Street (2014)
- The Lego Movie (2014, stem)
- The Wolf of Wall Street (2013)
- This Is the End (2013)
- Django Unchained (2012)
- The Watch (2012)
- 21 Jump Street (2012)
- The Sitter (2011)
- Moneyball (2011)
- Megamind (2010, stem)
- Get Him to the Greek (2010)
- Cyrus (2010)
- The Invention of Lying (2009)
- Funny People (2009)
- Night at the Museum: Battle of the Smithsonian (2009)
- Just Add Water (2008)
- Forgetting Sarah Marshall (2008)
- Horton Hears a Who! (2008, stem)
- Strange Wilderness (2008)
- Walk Hard: The Dewey Cox Story (2007)
- Superbad (2007)
- Evan Almighty (2007)
- Knocked Up (2007)
- Rocket Science (2007)
- 10 Items or Less (2006)
- Accepted (2006)
- Click (2006)
- Grandma's Boy (2006)
- Clark and Michael (2006)
- The 40 Year Old Virgin (2005)
- Pancho's Pizza (2005)
- I Heart Huckabees (2004)